# إي ثري هاريل بيك 2009
إي ثري هاريل بيك 2009 هو سباق دراجات هوائية من فئة سباق يوم واحد، وهو الموسم الثاني والخمسين من إي ثري هاريل بيك، وأقيم في 28 مارس 2009 ضمن سباقات طواف أوروبا للدراجات 2008–09.
فاز بالمركز الأول فيليبو بوزاتو، وبالمركز الثاني توم بونن، وبالمركز الثالث مكسيم لجلينسكاي.

## التصنيف العام النهائي
| التصنيف العام         | التصنيف العام      | التصنيف العام    | التصنيف العام     | التصنيف العام |
| العداء                | العداء             | البلد            | الفريق            | الوقت         |
| --------------------- | ------------------ | ---------------- | ----------------- | ------------- |
| 1                     | فيليبو بوزاتو      | إيطاليا          | كاتيوشا           | 5 س 11 د 49 ث |
| 2                     | توم بونن           | بلجيكا           | Quick Step        | + 0 ث         |
| 3                     | مكسيم لجلينسكاي    | كازاخستان        | أستانا            | + 0 ث         |
| 4                     | تور هوسهوفد        | النرويج          | Cervélo TestTeam ‏ | + 45 ث        |
| 5                     | سيلفان تشافانيل    | فرنسا            | Quick Step        | + 45 ث        |
| 6                     | ستيجن ديفولدير     | بلجيكا           | Quick Step        | + 45 ث        |
| 7                     | نيك نوينس          | بلجيكا           | Rabobank          | + 45 ث        |
| 8                     | جورج هينكابي       | الولايات المتحدة | HTC–Highroad ‏     | + 45 ث        |
| 9                     | سيباستيان لانجفيلد | هولندا           | Rabobank          | + 45 ث        |
| 10                    | ماركوس بورغهاردت   | ألمانيا          | HTC–Highroad ‏     | + 1 د 02 ث    |
| مصدر: ProCyclingStats |                    |                  |                   |               |

## وصلات خارجية
- لمحة عن سباق إي ثري هاريل بيك 2009 على موقع  ProCyclingStats   (برو  سايكلنج  ستاتس) - إحصاءات  محترفي  الدراجات.
- إي ثري هاريل بيك 2009 على موقع إحصائيات الدراجات الإحترافية (الإنجليزية)